# Orbita (Ávila)
Orbita ist ein zentralspanischer Ort und eine Gemeinde (municipio) mit 69 Einwohnern (Stand: 2024) in der Provinz Ávila in der Autonomen Region Kastilien-León.

## Lage und Klima
Orbita liegt auf der Südseite der Sierra de Gredos in der Provinz Ávila in einer Höhe von ca. 865 m.
Die Entfernung nach Ávila beträgt knapp 28 km (Fahrtstrecke) in südlicher Richtung. Durch die Gemeinde führt die Autovía A-6. Das Klima ist gemäßigt bis warm; der Regen (ca. 447 mm/Jahr) fällt mit Ausnahme der trockenen Sommermonate übers Jahr verteilt.

## Bevölkerungsentwicklung
| Jahr      | 1970 | 1981 | 1991 | 2001 | 2011 | 2021 |
| Einwohner | 239  | 140  | 112  | 94   | 89   | 71   |

## Sehenswürdigkeiten
- Stephanuskirche